# ایزابلا اولشفسکا
ایزابلا اولشفسکا (لهستانی: Izabella Olszewska؛ زادهٔ ۳ ژانویه ۱۹۳۰) بازیگر اهل لهستان است.
از فیلم‌ها یا مجموعه‌های تلویزیونی که وی در آن‌ها نقش داشته‌است، می‌توان به با گذشتِ روزها، از پسِ سال‌ها…، مسافر، رز کوچک، صلح، عروسی و کارول: مردی که پاپ شد اشاره نمود.